# Brights

Logo der Brights

Brights oder The Brights (Eigenschreibweise auch the brights) ist eine internationale neuatheistische Bewegung. Ihre Mitglieder verstehen sich als Individuen, deren Weltanschauung frei ist von Elementen des Übernatürlichen.

## Geschichte und Charakteristik
Die Atheist Alliance International hielt im April 2003 in Florida eine Konferenz ab, auf welcher der Begriff Bright vorgestellt wurde. Paul Geisert und Mynga Futrell verwendeten den Begriff „Bright“ (von englisch bright – hell, klar, heiter, aufgeweckt, intelligent) als positiv wertende Bezeichnung für Menschen, die eine Weltanschauung vertreten, die frei von Übernatürlichem ist. Sie hoffen damit, dass der Begriff eine ähnliche Entwicklung durchläuft wie die Bezeichnung „gay“ für homosexuell. In den folgenden Monaten veröffentlichten der Biologe Richard Dawkins im Guardian und der Philosoph Daniel Dennett in der New York Times Artikel, in denen sie sich selbst als Brights bezeichneten und für den Begriff warben.
Weitere Vertreter der Brights sind die Bürgerrechtlerin Margaret Downey, der Psychologe Steven Pinker, der Biochemiker Richard J. Roberts, der Physiker Sheldon Glashow, der Wissenschaftsjournalist Michael Shermer, der Physiker Jean Bricmont, der Biologe und Philosoph Massimo Pigliucci, der Philosoph Michael Schmidt-Salomon sowie der Physiker und Erkenntnistheoretiker Gerhard Vollmer. Die Bewegung hat weltweit mehr als 50.000 Mitglieder.
Die Brights haben sich hauptsächlich drei Ziele gesetzt:
1. Die gesellschaftliche Anerkennung des naturalistischen Weltbildes zu fördern.
2. Die öffentliche Aufmerksamkeit darauf zu richten, dass Personen mit einem solchen Weltbild wichtige gesellschaftliche Entscheidungen beeinflussen können.
3. Die Gesellschaft dazu zu bewegen, die vollständige und gleichberechtigte Teilhabe der Brights am gesellschaftlichen Leben zu akzeptieren.

## Kritik
Innerhalb der Skeptikerbewegung konzentriert sich die Kritik besonders auf die Selbstbezeichnung als „Bright“: Chris Mooney meint, dass die Selbstbezeichnung als „Bright“ dahingehend falsch verstanden werden kann, dass Brights sich für klüger als ihre Mitmenschen hielten. Das führe dazu, dass die überwiegende Mehrheit der meist religiösen Bevölkerung wieder zum alten Klischee von den „arroganten Atheisten“ zurückkehre; dieses Klischee sei der Mehrheit ohnehin schon ins Bewusstsein gebrannt worden. Daniel Dennett legt Menschen, die an Übersinnliches glauben und den Begriff Bright kritisieren, in seinem Buch Breaking the Spell nahe, ein ähnlich positiv besetztes Wort als Eigenbezeichnung zu wählen, und schlägt Supers vor, was eine Abkürzung des englischen Wortes Supernaturalists sein soll.
Der Philosoph Peter Strasser kritisiert die Brights von einem agnostischen Standpunkt aus: Er argumentiert mit Immanuel Kant, dass die Werte der Aufklärung, wie Vernunft, Freiheit, Menschenwürde, nur metaphysisch begründet werden könnten. Naiv findet er die Bibellektüre der Brights; sie würden die Bibel lesen, wie ein Fundamentalist dies tun würde, nämlich wörtlich. Strasser bezeichnet dies als „Brachial-Atheismus“.